# Emperador Yizong de Tang
L'Emperador Yizong de Tang (xinès simplificat: 唐 懿宗) (833 - 873) va ser el 17è emperador de la Dinastia Tang i va regnar durant 14 anys (859-873). El seu regnat, segons alguns historiadors va estar marcat pel poc interès pels temes de la governança del país i es va lliurar a la diversió i els banquets, la música, la dansa i el joc.

## Biografia
L'emperador Yizong, nascut amb el nom de Li Tong, va néixer el 28 de desembre de 833 a Chang'an (actual Xi'an), província de Shaanxi (Xina). Era el fill gran de l'emperador Xuanzong de Tang i de l'emperadriu Yuanzhao Chao.
Va tenir 3 concubines, 8 fills i 8 filles

### El poder dels eunucs
Durant el seu mandat, com ha havia passat amb el seus antecessors, es va produir un ressorgiment del poder dels eunucs i una contínua lluita fratricida entre eunucs i funcionaris a la cort.

### Crisi financera i militar
Durant el seu regnat Yizong, es va lliurar a la diversió i el seu entusiasme pels banquets, la música, la dansa i el joc era molt superior al seu interès per la política nacional. Aquesta actitud també va comportar importants despeses i les finances imperials van tenir dificultats i Yizong va esgotar finalment el tresor de l'Imperi que s'havia acumulat durant l'administració del seu pare. Les dificultats es van voler pal·liar amb l'augment d'impostos, situació que va provocar un fort descontent entre la població, tot plegat agreujat per les rebel·lions en les zones agrícoles i unes èpoques de fam.
A partir de la dècada del vuitanta, els primers signes de malestar i bandolerisme havien aparegut a la vall de Huai i Henan, i els problemes es van estendre a la vall del Yangtze i al sud a partir del 856. Kang Quantai al sud d'Anhui el 858 i Qiu Fu a Zhejiang el 859 van dirigir importants aixecaments. La situació es va complicar amb una costosa guerra contra el regne de Nanzhao a les fronteres del protectorat xinès. a Annam, que es va estendre més tard a Sichuan i es va allargar des del 858 fins al 866. Després de la supressió dels invasors, part de la força de guarnició que havia estat enviada a Lingnan es va amotinar i, sota el seu líder, Pang Xun, va lluitar i saquejar el camí de tornada a Henan, on va causar estralls generalitzats el 868 i el 869, tallant el canal que connectava la capital amb les lleials províncies de Yangtze i Huai. El 870 va esclatar de nou la guerra amb Nanzhao.
El poeta Wei Zhuang va dir que "l'era Xiantong és extravagant". i va comentar "Dir que Yizong és el rei del palau de la lluna "és la millor descripció d'aquest món".
Va morir el 15 d'agost de 873 i va ser enterrat a Jianling.